# Странното завръщане на Диана Саласар
„Странното завръщане на Диана Саласар“ (на испански: El extraño retorno de Diana Salazar) е мексиканска теленовела от 1988 г., създадена от Марио Крус и продуцирана и режисирана от Карлос Тейес за Телевиса.
Оригиналната история е създадена от Карлос Олмос. Олмос заедно с Марио Крус правят адаптацията на настоящата. Действието се развива през 1627 г. – времето на Светата Инквизиция в Мексико, а след това в 1988 г. Младата Леонор, която е обвинена във вещерство, е изгорена на клада, заедно с любимия си. Няколко века по-късно Леонор се преражда в Диана.
В главната роля е Лусия Мендес, а в отрицателните – Хорхе Мартинес, Алма Муриел, Алехандро Камачо и Патрисия Рейес Спиндола.
Тази теленовела се помни, заради своя загадъчен и изненадващ край, който се свежда от един сън на главната героиня.

## Сюжет
През 1627 г. в град Сакатекас, Нова Испания, живее красивата млада дама Леонор де Сантяго, родена и отраснала в заможно семейство; както Леонор, така и семейството ѝ са много предпазливи с обкръжаващите ги, защото не искат да разберат, че момичето има свръхестествени сили (очите ѝ се променят в жълто и мести предмети с поглед), за това може да изгори на клада като вещица. Леонор решава да приеме предложението за брак, направено ѝ от Едуардо де Карбахал – красив и образован мъж, потомък на уважавано семейство от града.
Лукресия Тревиньо, друга млада жена от Сакатекас, проклина Леонор, че е спечелила любовта на Едуардо, към когото и тя изпитва чувства. Обсебена от гняв и жажда за отмъщение, Лукресия разкрива тайната на Леонор пред всички гости, представители на висшето общество, пристигнали за годежа на младите. От притеснение и гняв Леонор с поглед сваля полилея пред всички. Момичето е арестувано, заедно с Едуардо, който яростно започва да я брани. По-късно Леонор и Едуардо, обещавайки си вечна любов, са изгорени на клада. Лукресия, потънала в мъка от загубата на любимия си, се обесва на съседно до кладата дърво.
Повече от три века по-късно, през 1988 г. в град Мексико Диана Саласар, млада студентка, си купува красив медальон, принадлежащ на Леонор де Сантяго. Диана също има телекинетични способности, за които знае само майка ѝ. Майката на Диана я отблъсква, защото я обвинява за смъртта на баща ѝ. От известно време Диана сънува един и същ кошмар – умира заедно с мъж, изгорени на клада.
Диана решава да отиде при престижния психиатър Ирене Дел Конде, известна с познанията си в парапсихологията. Ирене хипнотизира Диана и открива, че в тялото ѝ се е вселил дух на жена, изгорена на клада преди повече от три века.
Омар, колега на Ирене, се чувства силно привлечен от Диана и случайно разбира за способностите ѝ. Той започва да я ухажва, надявайки се, че ще отвърне на чувствата му.
Марио е аржентински инженер, който по работа пристига в Мексико. Когато се сблъсква с Диана, тя го разпознава, че той е мъжът от съня ѝ (който, всъщност, физически прилича на Едуардо).
Ирене започва да експериментира със сънищата и хипнозите на Диана и започва да има видения – че, всъщност, самата тя е Лукресия. Ирене е привлечена от Марио и решава да довършат това, което не са могли преди няколко века.
Любовният конфликт е сътворен – Омар има нужда от Диана, а Ирене от Марио.
В последния епизод, Ирене убива Диана и Марио, след това историята се връща отново в Средновековието. Леонор се събужда до Едуардо и осъзнава, че изгарянето им на кладата, както и прераждането им е било просто сън.

## Актьори
Част от актьорския състав:
- Лусия Мендес – Диана Саласар / Леонор де Сантяго
- Хорхе Мартинес – Марио Виляреал / Едуардо Карбахал
- Алма Муриел – Ирене Дел Конде / Лукресия Тревиньо
- Алехандро Камачо – Омар Сантелмо
- Роса Мария Бианчи – Малена Саласар Обрегон
- Карлос Камара – Лутер Хенрих / Франс Вебер
- Патрисия Рейес Спиндола – Хордана Ернандес
- Рафаел Баледон – Ернесто Сантелмо
- Рикардо Лесама – Игнасио Галван
- Карлос Маганя – Хуан Мануел Амескуа
- Ребека Манрикес – Марисела Кастро
- Чела Нахера – Фиделия Веласко
- Алехандра Пениче – Монека Аусета
- Адриана Роел – Делфина Гарсия вдовица де Саласар
- Марио Саурет – Родриго Сервантес де Бенавенте
- Фернандо Саенс – Родриго Енрикес
- Алехандро Томаси – Адриан Алфаро

## Премиера
Премиерата на Странното завръщане на Диана Саласар е на 11 април 1988 г. по Canal de las Estrellas. Последният епизод 200 е излъчен на 13 януари 1989 г.

## Версии
- Странното завръщане на Диана Саласар (2024), мексиканска теленовела, продуцирана от Патрисио Уилс и Карлос Бардасано за ТелевисаУнивисион, с участието на Анжелик Бойер, Себастиан Рули, Арап Бетке и Касандра Санчес Наваро.

## В България
В България сериалът е излъчен през 1995 година по Канал 1, озвучен на български език от актьорите Красимира Казанджиева, Татяна Петрова, Ани Василева, Калин Сърменов и Красимир Куцупаров.